# Élections législatives de 2002 dans l'Allier
Les élections législatives françaises de 2002 se déroulent les 9 et 16 juin 2002. Dans le département de l'Allier, quatre députés sont à élire dans le cadre de quatre circonscriptions.

## Élus
| Circonscription | Député sortant      | Parti | Parti | Député élu ou réélu   | Parti | Parti |
| --------------- | ------------------- | ----- | ----- | --------------------- | ----- | ----- |
| 1re             | François Colcombet  |       | PS    | Pierre-André Périssol |       | UMP   |
| 2e              | Pierre Goldberg     |       | PCF   | Pierre Goldberg       |       | PCF   |
| 3e              | André Lajoinie nsrp |       | PCF   | Yves Simon            |       | UMP   |
| 4e              | Gérard Charasse     |       | PRG   | Gérard Charasse       |       | PRG   |

## Résultats

### Résultats à l'échelle du département
| Parti                                      | Parti                               | Premier tour | Premier tour | Second tour | Second tour | Sièges |
| Parti                                      | Parti                               | Voix         | %            | Voix        | %           | Sièges |
| ------------------------------------------ | ----------------------------------- | ------------ | ------------ | ----------- | ----------- | ------ |
|                                            | Parti socialiste                    | 28 625       | 17,12        | 18 218      | 11,09       | 0      |
|                                            | Parti communiste français           | 27 793       | 16,62        | 43 777      | 26,66       | 1      |
|                                            | Parti radical de gauche             | 14 812       | 8,86         | 20 492      | 12,48       | 1      |
|                                            | Les Verts                           | 3 855        | 2,31         |             |             | 0      |
|                                            | Pôle républicain                    | 1 247        | 0,75         | 0           |             |        |
|                                            | Divers gauche                       | 233          | 0,14         | 0           |             |        |
|                                            | Gauche parlementaire                | 76 565       | 45,80        | 82 487      | 50,23       | 2      |
|                                            |                                     |              |              |             |             |        |
|                                            | Union pour un mouvement populaire   | 64 786       | 38,74        | 81 746      | 49,77       | 2      |
|                                            | Divers droite                       | 2 432        | 1,45         |             |             | 0      |
|                                            | Mouvement pour la France            | 1 880        | 1,12         | 0           |             |        |
|                                            | Majorité présidentielle             | 69 098       | 41,31        | 81 746      | 49,77       | 2      |
|                                            |                                     |              |              |             |             |        |
|                                            | Front national                      | 12 105       | 7,24         |             |             | 0      |
|                                            | Chasse, pêche, nature et traditions | 2 956        | 1,77         | 0           |             |        |
|                                            | Divers                              | 2 567        | 1,54         | 0           |             |        |
|                                            | Lutte ouvrière                      | 1 964        | 1,17         | 0           |             |        |
|                                            | Mouvement national républicain      | 1 248        | 0,75         | 0           |             |        |
|                                            | Ligue communiste révolutionnaire    | 447          | 0,27         | 0           |             |        |
|                                            | Extrême droite                      | 142          | 0,08         | 0           |             |        |
|                                            | Divers écologiste                   | 138          | 0,08         | 0           |             |        |
|                                            |                                     |              |              |             |             |        |
| Inscrits                                   | Inscrits                            | 256 522      | 100,00       | 256 495     | 100,00      | 4      |
| Abstentions                                | Abstentions                         | 84 904       | 33,1         | 85 873      | 33,48       |        |
| Votants                                    | Votants                             | 171 618      | 66,9         | 170 622     | 66,52       |        |
| Blancs et nuls                             | Blancs et nuls                      | 4 388        | 2,56         | 6 389       | 3,74        |        |
| Exprimés                                   | Exprimés                            | 167 230      | 97,44        | 164 233     | 96,26       |        |
| Source : Ministère de l'Intérieur - Allier |                                     |              |              |             |             |        |

### Résultats par circonscription

#### Première circonscription (Moulins)
| Candidat       | Candidat                   | Parti             | Premier tour | Premier tour | Second tour | Second tour |  |
| Candidat       | Candidat                   | Parti             | Voix         | %            | Voix        | %           |  |
| -------------- | -------------------------- | ----------------- | ------------ | ------------ | ----------- | ----------- |  |
|                | Pierre-André Périssol élu  | UMP               | 14 930       | 40,47        | 18 302      | 50,12       |  |
|                | François Colcombet sortant | PS                | 13 532       | 36,68        | 18 218      | 49,88       |  |
|                | Danièle de Salvert         | FN                | 2 747        | 7,45         |             |             |  |
|                | Cathy Savel                | PCF               | 1 967        | 5,33         |             |             |  |
|                | Jean-Louis Velez           | Divers droite     | 559          | 1,52         |             |             |  |
|                | Dominique Delvincourt      | Les Verts         | 475          | 1,29         |             |             |  |
|                | Joseph Beaussaron          | CPNT              | 436          | 1,18         |             |             |  |
|                | Jean-Marie Guillaumin      | Sans étiquette    | 344          | 0,93         |             |             |  |
|                | Khamssa Rhamani            | LO                | 340          | 0,92         |             |             |  |
|                | Emmanuel Tranchant         | MPF               | 266          | 0,72         |             |             |  |
|                | Christian Tabarovsky       | Pôle républicain  | 253          | 0,69         |             |             |  |
|                | Michel Feuillebois         | Divers gauche     | 233          | 0,63         |             |             |  |
|                | Daniel Leclerc             | MNR               | 152          | 0,41         |             |             |  |
|                | Marie-Claude de Portebane  | Extrême droite    | 142          | 0,38         |             |             |  |
|                | Michel Fabre               | Divers écologiste | 138          | 0,37         |             |             |  |
|                |                            |                   |              |              |             |             |  |
| Inscrits       | Inscrits                   | Inscrits          | 57 895       | 100,00       | 57 891      | 100,00      |  |
| Abstentions    | Abstentions                | Abstentions       | 19 898       | 34,37        | 19 880      | 34,34       |  |
| Votants        | Votants                    | Votants           | 37 997       | 65,63        | 38 011      | 65,66       |  |
| Blancs et nuls | Blancs et nuls             | Blancs et nuls    | 1 108        | 2,92         | 1 491       | 3,92        |  |
| Exprimés       | Exprimés                   | Exprimés          | 36 889       | 97,08        | 36 520      | 96,08       |  |

#### Deuxième circonscription (Montluçon)
| Candidat       | Candidat                      | Parti            | Premier tour | Premier tour | Second tour | Second tour |  |
| Candidat       | Candidat                      | Parti            | Voix         | %            | Voix        | %           |  |
| -------------- | ----------------------------- | ---------------- | ------------ | ------------ | ----------- | ----------- |  |
|                | Daniel Dugléry                | UMP              | 16 383       | 38,32        | 21 167      | 49,92       |  |
|                | Pierre Goldberg sortant réélu | PCF              | 13 073       | 30,58        | 21 231      | 50,08       |  |
|                | Dominique Fleurat             | PS               | 6 035        | 14,12        |             |             |  |
|                | Lucette Vuarchex              | FN               | 2 070        | 4,84         |             |             |  |
|                | Jean Gravier                  | Divers droite    | 1 657        | 3,88         |             |             |  |
|                | Vincent Fabre                 | Les Verts        | 941          | 2,20         |             |             |  |
|                | Pierre Alamargot              | CPNT             | 680          | 1,59         |             |             |  |
|                | Domnique Dujon                | Sans étiquette   | 451          | 1,05         |             |             |  |
|                | Jean-Pierre Fournier          | LCR              | 447          | 1,05         |             |             |  |
|                | François Boethas              | LO               | 411          | 0,96         |             |             |  |
|                | Marcel Pisani                 | Pôle républicain | 372          | 0,87         |             |             |  |
|                | André Bournet                 | MNR              | 232          | 0,54         |             |             |  |
|                |                               |                  |              |              |             |             |  |
| Inscrits       | Inscrits                      | Inscrits         | 65 653       | 100,00       | 65 642      | 100,00      |  |
| Abstentions    | Abstentions                   | Abstentions      | 21 883       | 33,33        | 21 585      | 32,88       |  |
| Votants        | Votants                       | Votants          | 43 770       | 66,67        | 44 057      | 67,12       |  |
| Blancs et nuls | Blancs et nuls                | Blancs et nuls   | 1 018        | 2,33         | 1 659       | 3,77        |  |
| Exprimés       | Exprimés                      | Exprimés         | 42 752       | 97,67        | 42 398      | 96,23       |  |

#### Troisième circonscription (Gannat)
| Candidat       | Candidat              | Parti            | Premier tour | Premier tour | Second tour | Second tour |  |
| Candidat       | Candidat              | Parti            | Voix         | %            | Voix        | %           |  |
| -------------- | --------------------- | ---------------- | ------------ | ------------ | ----------- | ----------- |  |
|                | Yves Simon élu        | UMP              | 17 025       | 36,73        | 23 202      | 50,72       |  |
|                | Jean-Claude Mairal    | PCF              | 10 614       | 22,90        | 22 546      | 49,28       |  |
|                | Jean Mallot           | PS               | 9 058        | 19,54        |             |             |  |
|                | Jean-Louis Baudriller | FN               | 3 403        | 7,34         |             |             |  |
|                | Nicole Rouaire        | Les Verts        | 1 423        | 3,07         |             |             |  |
|                | Arnaud de Veauce      | MPF              | 1 239        | 2,67         |             |             |  |
|                | Olivier Bourrel       | CPNT             | 1 122        | 2,42         |             |             |  |
|                | Bernard Lebel         | LO               | 761          | 1,64         |             |             |  |
|                | Gérard Gullaumin      | Sans étiquette   | 635          | 1,37         |             |             |  |
|                | Michèle Depret        | Pôle républicain | 622          | 1,34         |             |             |  |
|                | Danièle Parisel       | MNR              | 452          | 0,98         |             |             |  |
|                |                       |                  |              |              |             |             |  |
| Inscrits       | Inscrits              | Inscrits         | 70 148       | 100,00       | 70 143      | 100,00      |  |
| Abstentions    | Abstentions           | Abstentions      | 22 398       | 31,93        | 22 516      | 32,1        |  |
| Votants        | Votants               | Votants          | 47 750       | 68,07        | 47 627      | 67,9        |  |
| Blancs et nuls | Blancs et nuls        | Blancs et nuls   | 1 396        | 2,92         | 1 879       | 3,95        |  |
| Exprimés       | Exprimés              | Exprimés         | 46 354       | 97,08        | 45 748      | 96,05       |  |

#### Quatrième circonscription (Vichy)
| Candidat       | Candidat                      | Parti          | Premier tour | Premier tour | Second tour | Second tour |  |
| Candidat       | Candidat                      | Parti          | Voix         | %            | Voix        | %           |  |
| -------------- | ----------------------------- | -------------- | ------------ | ------------ | ----------- | ----------- |  |
|                | Claude Malhuret               | UMP            | 16 448       | 39,89        | 19 075      | 48,21       |  |
|                | Gérard Charasse sortant réélu | PRG            | 14 812       | 35,92        | 20 492      | 51,79       |  |
|                | Louis de Condé                | FN             | 3 885        | 9,42         |             |             |  |
|                | Jésus Moran                   | PCF            | 2 139        | 5,19         |             |             |  |
|                | Bernard Devoucoux du Buysson  | Les Verts      | 1 016        | 2,46         |             |             |  |
|                | Marie-Christine Barraud       | CPNT           | 718          | 1,74         |             |             |  |
|                | Frédéric Dumouchel            | Sans étiquette | 551          | 1,34         |             |             |  |
|                | Agnès Risbec                  | LO             | 452          | 1,10         |             |             |  |
|                | Dominique Geoffroy            | Sans étiquette | 427          | 1,04         |             |             |  |
|                | Alain Compagnon               | MNR            | 412          | 1,00         |             |             |  |
|                | Erec Glogowski                | MPF            | 375          | 0,91         |             |             |  |
|                |                               |                |              |              |             |             |  |
| Inscrits       | Inscrits                      | Inscrits       | 62 826       | 100,00       | 62 819      | 100,00      |  |
| Abstentions    | Abstentions                   | Abstentions    | 20 725       | 32,99        | 21 892      | 34,85       |  |
| Votants        | Votants                       | Votants        | 42 101       | 67,01        | 40 927      | 65,15       |  |
| Blancs et nuls | Blancs et nuls                | Blancs et nuls | 866          | 2,06         | 1 360       | 3,32        |  |
| Exprimés       | Exprimés                      | Exprimés       | 41 235       | 97,94        | 39 567      | 96,68       |  |